# The Doctor's Secret (film 1929)
The Doctor's Secret è un film del 1929 diretto da William C. de Mille che aveva come interpreti Ruth Chatterton, H.B. Warner, John Loder, Robert Edeson. Fu il primo lungometraggio negli Stati Uniti dell'attore John Loder.
La sceneggiatura si basa su Half an Hour, lavoro teatrale di James M. Barrie, andato in scena a Londra il 29 settembre 1913, pièce che era già stata adattata per lo schermo nel 1920 con Half an Hour, un film prodotto dalla Famous Players-Lasky Corporation  e diretto da Harley Knoles.

## Trama
Lillian, una giovane aristocratica inglese, viene costretta a un matrimonio di convenienza con Richard Garson, ricco ma di bassa estrazione. Volendosi ribellare a quelle nozze, Lillian abbandona il marito, decisa a fuggire con Hugh Paton, un giovanotto che appartiene alla sua stessa classe sociale. Durante la loro fuga, però, Paton resta ucciso in un incidente automobilistico. Lei, non sapendo che fare, torna a casa. Tra i testimoni dell'incidente, c'è anche un medico, il dottor Brodie, che si presenta a cena. La sua presenza suscita i sospetti del marito che, però, vengono poi sopiti e tutto rientra nella norma.

## Produzione
Il film, prodotto dalla Paramount Pictures, venne girato nei Paramount Studios di Hollywood, al 5555 di Melrose Avenue. Girato muto, venne sonorizzato con scene aggiunte, usando il sistema monofonico MovieTone. Ne vennero girate diverse versioni in altre lingue: in polacco, Tajemnica lekarza, diretto da Ryszard Ordynski; in ceco, Tajemství lékarovo, di Julius Lébl; in francese, Le Secret du docteur, di Charles de Rochefort; in ungherese, Az orvos titka, di Tibor Hegedüs; in svedese, Doktorns hemlighet, di John W. Brunius; in spagnolo, El secreto del doctor, di Adelqui Migliar;  in italiano, Il segreto del dottore, di Jack Salvatori.

## Distribuzione
Il copyright del film, richiesto dalla Paramount Famous Lasky Corp., fu registrato il 25 gennaio 1929 con il numero LP66.
Distribuito dalla Paramount Pictures, il film uscì nelle sale cinematografiche statunitensi il 26 gennaio 1926. In Irlanda, fu distribuito il 17 maggio 1929; in Brasile, il film prese il titolo O Segredo do Médico, in Francia quello di Secret professionnel, in Svezia quello di Doktorns hemlighet.